# نقشه‌برداری جریان ارزش
نقشه‌برداری جریان ارزش (انگلیسی: Value stream mapping) روشی برای بهبود فرایند و محصول می‌باشد، که از فلسفه تولید ناب سرچشمه می‌گیرد. تحلیل جریان ارزش به مدیران و مهندسان کمک می‌کند تا به درکی مناسب از فرایند دست یابند و فعالیت‌های بهبود را در جهت صحیح هدایت کنند. تهیه نقشه وضعیت آتی جریان ارزش موجب می‌شود، کسانی که در جهت فعالیت‌های بهبود فرایند تلاش می‌کنند، همواره از اهدافی که باید به آن دست یابند، مطلع باشند. این نقشه چشم‌اندازی از وضعیت آتی جریان است که شرایط ایدئال یا حداقل بهبود یافته را نشان می‌دهد. در مجموع نقشه وضعیت آتی تبدیل به یک نقشه فنی و برنامه کاری برای بهبود می‌شود.
این ابزار باعث شناسایی مناسب محل‌های وقوع اتلاف شده و موجب اخذ تصمیماتی صحیح جهت انتخاب روش‌ها و ابزارهای ناب مورد نیاز برای بهبود می‌شود. با کمک این ابزار می‌توان بین اصول و ابزارهای ناب یکپارچگی به وجود آورد و به نتایجی مطلوب تر دست یافت. همچنین این ابزار کمک می‌کند تا بتوان قبل از پرداختن به بخش‌های فرایند، کل آن را مورد بررسی قرار داد و بر مبنای آن، تغییرات مورد نیاز را تعیین کرد.
از این ابزار می‌توان علاوه بر جریان ارزش موجود در سطح یک شرکت، در زنجیره تأمین یک محصول به عنوان زنجیره ارزش کل ارائه محصول استفاده کرد. همچنین نقشه‌برداری جریان ارزش، ابزاری مناسب برای تحلیل فرایندها در ارائه خدمات مانند بانک، بیمارستان و غیره است و به علاوه می‌توان از آن به عنوان ابزاری در مدیریت استراتژیک جهت شناخت وضع موجود و برنامه‌ریزی آینده استفاده کرد.